# 閔惠芬
閔惠芬（1945年—2014年），江蘇宜興人，中国二胡表演藝術家，被稱譽為“現代二胡演奏皇后”。閔惠芬曾在中國藝術團、上海樂團、上海藝術團擔任二胡獨奏演員，並得到李慕良、藍玉崧、劉明源、張韶等的悉心指導。她為發展二胡的藝術領域，更親自創作譜寫了多首二胡曲，如《洪湖人民的心願》《陽關三疊》《出征》《櫻花》等；後又以二胡錄製了《逍遙津》《斬黃袍》《臥龍弔孝》《連營寨》《哭靈牌》等京劇唱腔名曲。

## 生平
八歲即隨父親閔季騫學習二胡；十三歲考入上海音樂學院附中，專修二胡，師從二胡教育家王乙和陸修棠先生。
1963年，17歲的閔惠芬在第四屆“上海之春”全國二胡比賽中，以一曲二胡名曲《病中吟》演奏榮獲一等獎。
1982年間赴武漢出席“全國民族器樂獨奏比賽”，擔任評委及示範演出，演出《新婚別》、《賽馬》和《洪湖主題隨想曲》。
1993年於民間音樂家華彥鈞（阿炳）誕辰一百周年紀念“華彥鈞作品音樂會”活動中，演奏名曲《二泉映月》、《聽松》、《長城隨想》。
2001年赴香港參加“第一屆香港胡琴節”音樂會的演出《洪湖主題隨想曲》及《新婚別》曲目。
2003年在上海音樂學院所舉行的“閔惠芬藝海春秋五十載-閔惠芬二胡獨奏音樂會”演出；也舉辦了一場“閔惠芬從藝五十週年學術研討會”。
2014年5月12日上午，閔惠芬在上海病逝，享年69岁。

## 演出作品
- 《江河水》
- 《新婚別》
- 《逍遙津》
- 《長城隨想》
- 《寒鴉戲水》
- 《寶玉哭靈》
- 《洪湖主題隨想曲》
- 《空山鳥語》
- 《賽馬》
- 《病中吟》
- 《閑居吟》
- 《良宵》
- 《霓裳曲》
- 《漁舟唱晚》

## 獲獎
- 1963年，第一屆全國二胡比賽榮獲一等獎。
- 1986年，上海首屆文學藝術獎《上海之春》創作二等獎。
- 1989年，榮獲中國唱片公司頒發的首屆金唱片獎；全國民族器樂“山城杯”比賽中《洪湖主題隨想曲》榮獲優秀創作獎。
- 1991年，《上海之春》優秀演奏獎。
- 1994年，閔惠芬獲得了寶鋼高雅藝術獎。
- 2001年，《江河水》的唱片專輯榮獲香港“音響天地”社所舉辦活動，世界萬張唱片比賽“十佳之最”第一名。
- 2006年，《天弦》唱片專輯榮獲“十大發燒唱片獎”並獲音樂貢獻特別獎。
- 2010年，國際中華文化藝術展演交流協會頒發傑出貢獻獎。

## 軼事
閔惠芬在考取上音附中初中部時，原本因為不熟悉西樂的視唱，在初試就被刷掉了。聽過她演奏的成公亮認為她的水平很好，沒有參加複試的機會很可惜，便去找副校長金村田說情。結果因為表現很好被錄取。

## 外部連結
- 胡人胡事-访二胡演奏家闵惠芬  （页面存档备份，存于）
- 人民音乐家二胡大師闵惠芬的故事
- 奏出人間悲切 「二胡皇后」閔惠芬辭世